# Kevin Paul
Pour les articles homonymes, voir Paul.
Kevin Paul, né le 30 juin 1991, est un nageur handisport sud-africain.

## Carrière
Kevin Paul est né avec le syndrome de Poland ; ses membres gauches sont plus courts que ses membres droits et il lui manque le pectoral gauche.
Il est médaillé d'or du 100 mètres brasse SB9 aux Jeux paralympiques d'été de 2008 à Pékin. Il est ensuite médaillé d'argent sur cette distance aux Championnats du monde de 2010 à Eindhoven.
Aux Jeux africains de 2011 à Nairobi, il obtient la médaille d'or sur 100 mètres nage libre S6-S10 et sur 200 mètres quatre nages S6-S10,. Il est ensuite médaillé d'argent du 100 mètres brase SB9 aux Jeux paralympiques d'été de 2012 à Londres.
Il est ensuite médaillé d'or du 100 mètres brasse SB9 aux Championnats du monde de 2013 à Montréal, aux Championnats du monde de 2015 à Glasgow ainsi qu'aux Jeux paralympiques d'été de 2016 à Rio de Janeiro.